# Delage Type CO e GS
Le Type CO e Type GS erano due autovetture di lusso prodotte tra il 1917 e il 1924 dalla Casa automobilistica francese Delage.

## Profilo

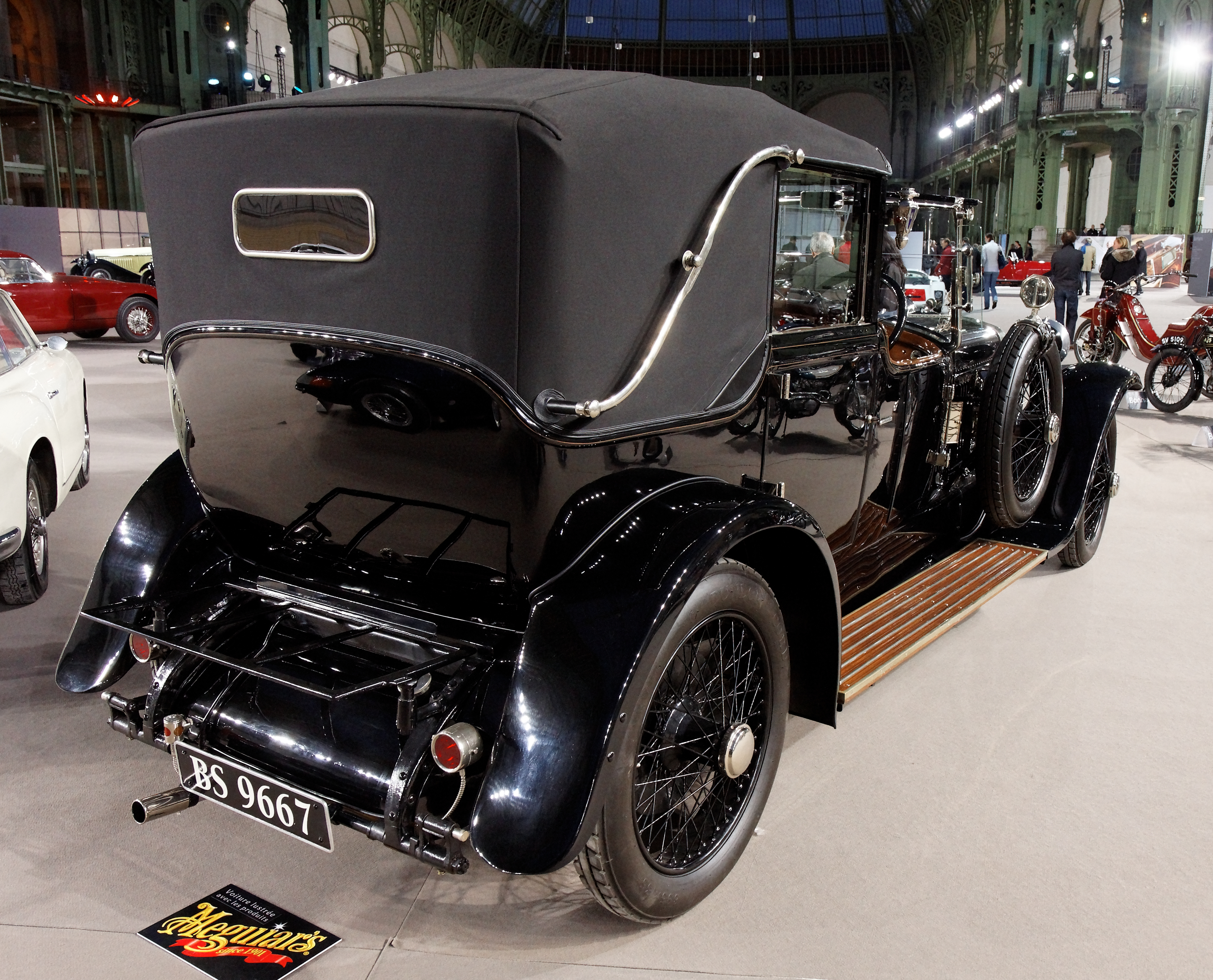
Delage Type CO con carrozzeria coupé de ville

Con il lancio della Type CO, nel 1917, la Delage esordì di fatto nel settore delle vetture di lusso. La Type CO fu assemblata esclusivamente nello stabilimento di Levallois, poiché la produzione dell'altro stabilimento di Courbevoie era stata convertita a fini bellici.
La Type CO era realizzata su un telaio nuovo, studiato appositamente per le vetture appartenenti a quella fascia di lusso che la Delage si accingeva a "colonizzare". Era disponibile in due misure di passo: 3467 e 3710 mm, e si poteva avere a richiesta in varie carrozzerie, tra cui la torpedo e la coupé de ville.
La Type CO montava un motore a 6 cilindri della cilindrata di 4524 cm³, in grado di erogare una potenza massima di 72 CV a 2400 giri/min.
La trazione era posteriore e il cambio era manuale a 4 marce. L'impianto frenante era dotato di freni a tamburo sulle quattro ruote. La velocità massima era di 114 km/h.

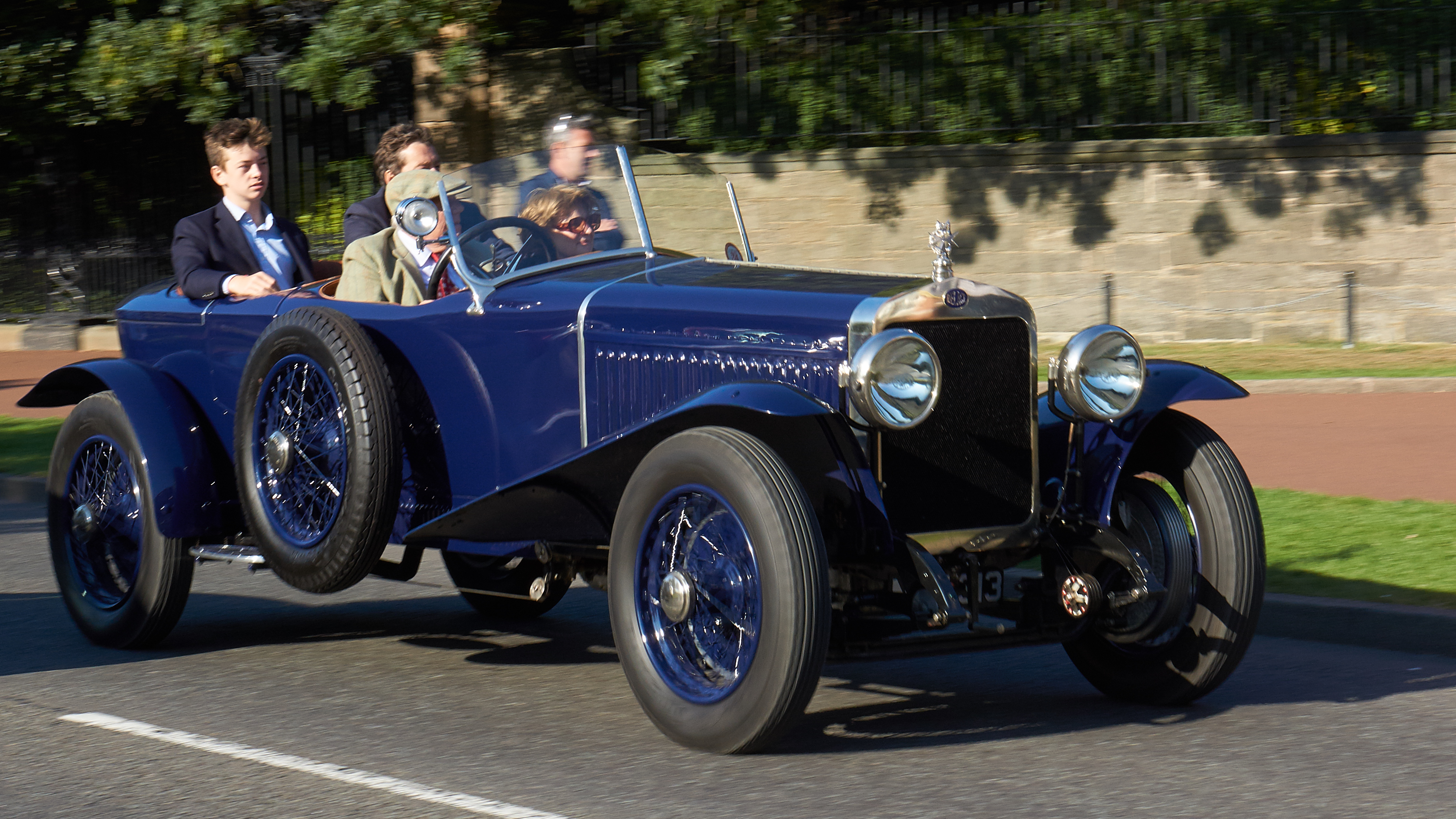
Delage Type CO2

La Type CO fu tolta di produzione nel 1921, dopo essere stata venduta in 1390 esemplari, e fu sostituita dalla Type GS, che condivideva telaio e meccanica con la sua antesignana ed era anch'essa disponibile in due misure di interasse. L'unica differenza stava nel motore, che stavolta arrivava a erogare potenze massime comprese tra gli 80 e gli 85 CV, spingendo così la vettura a una velocità massima di 120 km/h.
Tale modello fu venduto fino alla fine del 1922 in soli 100 esemplari e fu sostituito all'inizio del 1923 dalla Type CO2, una vettura che manteneva telaio e meccanica dei primi due modelli, ma che intendeva porsi, oltre che come loro erede, anche come versione di lusso della Delage DI, lanciata nello stesso anno. I valori di potenza massima e delle prestazioni velocistiche della Type CO2 coincidevano con quelli della Type GS.
La Type CO2 fu tolta di produzione nel 1924 dopo essere stata prodotta in soli 20 esemplari.